# Cerovo (Neum, BiH)
Cerovo je naseljeno mjesto u općini Neum, Federacija BiH, BiH.

## Stanovništvo

### 1991.
Nacionalni sastav stanovništva 1991. godine, bio je sljedeći:
ukupno: 107
- Hrvati - 90
- Muslimani - 17

### 2013.
Nacionalni sastav stanovništva 2013. godine, bio je sljedeći:
ukupno: 30
- Hrvati - 30

## Vanjske poveznice
- Satelitska snimka  Arhivirana inačica izvorne stranice od 27. veljače 2014. (Wayback Machine)